# Passiflora tulae
Passiflora tulae Urb. – gatunek rośliny z rodziny męczennicowatych (Passifloraceae Juss. ex Kunth in Humb.). Występuje endemicznie na Portoryko. 

## Morfologia
PokrójZdrewniałe, trwałe, owłosione liany.
LiściePrawie okrągłe lub prawie eliptyczne, skórzaste. Mają 3–8 cm długości oraz 2,5–9 cm szerokości. Całobrzegie, ze ściętym wierzchołkiem. Ogonek liściowy jest owłosiony i ma długość 15–30 mm.
KwiatyPojedyncze lub zebrane w pary. Działki kielicha są podłużne, różowofioletowe, mają 3–4 cm długości. Płatki są podłużne, różowofioletowe, mają 3 cm długości. Przykoronek ułożony jest w jednym rzędzie, pomarańczowy, ma 15 mm długości.
OwoceMają elipsoidalny kształt. Mają 1–2 cm długości.

## Biologia i ekologia
Roślina kwitnie od grudnia do kwietnia. Okres owocowania trwa od lutego do czerwca.